# خورخي فرنانديز (لاعب كرة طائرة)
خورخي فرنانديز (بالإنجليزية: Jorge Fernández Valcárcel) (و. 1989  م) هو لاعب كرة طائرة، من إسبانيا، ولد في إل باركو دي فالديوراس، يلعب كليبرو ‏.